# حاتیا
حاتیا (به لاتین: Hatiya) یک منطقهٔ مسکونی در بنگلادش است که در ناحیه نواکهلی واقع شده‌است. حاتیا ۲٬۱۰۰ کیلومتر مربع مساحت و ۴۵۲٬۴۶۳ نفر جمعیت دارد.